# ウォルター・ルーディン
ウォルター・ルーディン（Walter Rudin, 1921年5月2日 - 2010年5月20日）は、アメリカ合衆国の数学者。元ウィスコンシン大学マディソン校教授。

## 人物
Principles of Mathematical Analysis、Functional Analysis、Real and Complex Analysisという3部の解析学の教科書を著したことで知られる。中でもPrinciples of Mathematical AnalysisとReal and Complex Analysisは、それぞれ「ベビー・ルーディン」、「ビッグ・ルーディン」の愛称で呼ばれ親しまれている。
1921年、オーストリアでユダヤ人の家庭に生まれた。1938年のアンシュルス（ナチス・ドイツによるオーストリア合邦）後、家族と共にフランスへ逃れた。1940年にフランスがドイツに降伏すると、イギリスに逃亡し残りの戦時中をイギリス海軍に服役して過ごした。終戦後、アメリカ合衆国に渡り、1949年にノースカロライナ州のデューク大学で博士号を取得した。その後、マサチューセッツ工科大学でC.L.E. ムーア教官職を務めた後、ウィスコンシン大学で教授に就任した。
1953年、数学者だったメアリー・エレン・ルーディンと結婚し、ウィスコンシン州マディソンで建築家のフランク・ロイド・ライトによって設計された邸宅に住んでいた。
2010年5月20日、パーキンソン病のため死去。89歳没。

## 著作
- Principles of Mathematical Analysis.
- Real and Complex Analysis.
- Functional Analysis.
- Fourier Analysis on Groups.
- Function Theory in Polydiscs.
- Function Theory in the Unit Ball of Cn.